# 改良型SEAL輸送システム

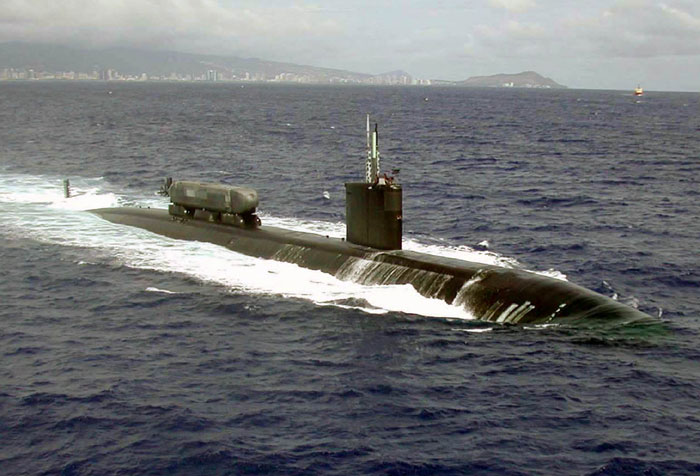
「グリーンヴィル (SSN-772)」の背部に搭載されたASDS。同艦は2001年の「えひめ丸事故」で有名であるが、2003年以降は、ASDSを搭載可能な2隻のロサンゼルス級原潜の内の1隻である。

改良型SEAL輸送システム（英語：Advanced SEAL Delivery System、略称：ASDS）は、アメリカ海軍とアメリカ特殊作戦軍 (USSOCOM) が運用する目的で開発が進められた小型潜水艇である。特殊部隊 (主にNavy SEALs)を原子力潜水艦のデッキから秘匿潜水輸送する、特殊作戦の侵攻プラットフォームとしての役割を担うことを主目的として設計された。
潜水艦による特殊部隊の極秘裏の展開という、対テロ戦争の一翼を担う特殊作戦の要の一つとして期待されてきたが、現時点では多大な予算を浪費しただけの全くの失敗作と見なされており、建造されたのは1隻のみで後続が建造される見通しはない。さらに、唯一建造されたこのプロトタイプ艇が、2008年11月に火災事故で深刻な損傷を受け、修理にかかる経費が費用対効果をはるかに超えるにおよび、計画は破棄された。

## 任務
ASDSは、特殊作戦に従事する特殊部隊の秘匿長距離輸送というニーズに応えるべく発案された。前身にあたるSEAL輸送潜水艇(SDV)は浸水(ウエット)式であり、被輸送兵員を長時間にわたって冷水に暴露するため到着時点での戦闘準備状態に支障をきたし、また無視界(計器)航行能力も限定されたものであった。

## 開発
ASDSの基本仕様決定のための研究は1983年に開始された。コンペによる概念設計は1980年代後期に行なわれ、1993年に性能要求書が決定された。設計建造の最初の契約は、1994年に結ばれた。
当初、アメリカ海軍は6隻の建造を要求していたが、後に4隻のオハイオ級弾道ミサイル原潜(SSBN)を巡航ミサイル原潜(SSGN)に改造し、特殊部隊へのサポート能力を付加することに決定された。この巡航ミサイル原潜(SSGN)は、各2隻のASDSを搭載可能とする予定とされた。
最初のASDSは、評価試験の完了後、2003年にハワイ州の真珠湾を基地として就役した。2007年には攻撃型原潜「グリーンヴィル (SSN-772)」に搭載されて、遠征打撃群第1群 (Expeditionary Strike Group One) の一員として、インド洋からペルシャ湾への最初の海外展開を行った。
ASDSと他の部隊との連携は、コストの上昇と技術的問題のために配備計画が遅れているために未だ実施されていない。2003年に公表されたアメリカ議会予算局（CBO）の調査では、2つの大きな問題、スクリューから発生する大きな騒音と銀-亜鉛電池の見込みよりも早い消耗が指摘されている。
騒音問題を克服するために複合材料製の新型スクリューが開発された。銀-亜鉛電池を代替し海軍の要求水準を満足させるリチウムイオン電池の開発は進行中である。Yardney Technical Products社（Pawcatuck、コネチカット州）は、2009年5月までに改良された4基のリチウムイオン電池を供給する4,400万ドルの契約を結んでいる。
しかし、技術的問題・信頼性・コストの問題が、ほとんど解決不能であることは明らかである。事実、当初の目的に関してASDSは既にキャンセルされており、残されたプログラムは、建造済のASDS-1潜水艇の性能改善と運用評価のみである。2000年に建造引き渡しが完了していたにもかかわらず試験は継続され、最初の艇が配備されたのは、公式には2003年7月であった。
GlobalSecurity.orgは、「この計画の費用は、当初6隻の配備費用を含めては5.25億ドルと見積もられていた。しかし現時点では、20億ドル以上に上昇するだろうと予測されている。」と述べている。ASDS本体も含む、14億ドル以上に昇るSSBNのSSGNへの改造プログラムを、さらに相当額上回っている。
費用はアメリカ特殊作戦軍への議会予算項目として支出された。海軍深海潜水局が技術設計および計画責任部署に指定され、アメリカ海軍潜水実験隊（Navy Experimental Diving Unit、パナマ）、アメリカ海軍特殊戦コマンド（Naval Special Warfare Command、コロラド州）、SEAL輸送潜水艇チーム2（SEAL Delivery Vehicle Team 2、バージニア州）およびアメリカ特殊作戦軍特殊作戦調達兵站部（タンパ、フロリダ州）から技術的援助を受けた。
最初のASDSの建造は1996年に開始され、当初の見積もりでは総額1.6億米ドルであった。これは最初のASDSの配備に6,900万ドル、その後の量産で1隻あたり2,500万ドルという低すぎる見積もりであった。2000年に最初のASDSが運用評価のために配備されたが、この時点で既に費用は3億ドルに達していた(建造業者と計画部局の双方の費用を含む)。2001年の見積もりでは、1隻あたり1.25億ドルであった。
5隻の量産が計画されていたが、2隻目の建造は2005年12月に無期限で延期され、費用の再評価および多くの信頼性問題（主に電気配線関係）の解決が保留事項となった。

### 計画の終結
2006年4月、新規の建造計画はキャンセルされ、ノースロップ・グラマン社は計画の終了を通告された。唯一建造されたASDS-1は、未だに運用開発中であったが、2008年11月に火災により深刻な損傷を受けた。2008年12月の段階では、火災の原因はまだ特定されていない。
火災と浸水による損傷 (小型潜水艇は6時間に渡って燃え、その後2週間に渡って封止されていた) の度合いから推定して、艇を復元できる可能性はほとんどないと思われる。実際、2009年7月24日、アメリカ特殊作戦軍は ASDS の修理は行わないと発表している。

## 致命的となった設計上の問題
動力
要求された航続距離の長さは、現在の電池技術を越えたものであった。
衝撃
船体と搭載機器が耐えることを要求された衝撃の大きさは、重力加速度に換算して現在の原子力潜水艦に対して要求されている値の4倍である。現存するいかなる潜水艦搭載機器もこの衝撃に耐えることはできない。ディスプレイ、コンピューター、取り付け金具、生命維持装置の改良には多額の費用を要した。
母艦側の制限
重量、サイズ、重心位置は、ロサンゼルス級原子力潜水艦の背部に搭載可能なように制限された。
生命維持装置
小型の艇体には多すぎる搭乗者、制御システムの自動化という要求、および数日にも及ぶ長時間の潜水行動は、軍民双方の既存のシステムでは対応できないほど困難な技術的飛躍を要求した。大型の潜水艦で採用されている既存システムは、より多くの設置スペースとより大きな動力を必要とした。小型潜水艦で採用されている既存システムは能力不足であり、戦闘時に要求される操作性にも欠けていた。大型の潜水艦では通常は必要とされない冷暖房システムは、温かい浅海域や冷たい海水面で行動する小型潜水艇では不可欠であった。
航法装置
ソナーシステムは浅海域での行動のために必要であったが、もともと攻撃型潜水艦のために開発されたこれらは巨大で、動力を浪費し、大きな発熱を伴った。
建造工程
当初の設計と見積もりは通常の潜水艦の建造をベースにしていた。しかし、政府は設計の後期段階にいたって、核爆発に対して艇体と配管が十分な強度を備えること設計者に要求した。これは、設計の初期段階で政府が要求した「既製品を極力活用する」設計手法を台無しにするものであった。より大規模な配管とより厚い艇殻を実現するために、他の部分を軽量化しなければならなかった 。

## 運用能力
2隻のロサンゼルス級原子力潜水艦がASDSを運用できるように改装された。またバージニア級原子力潜水艦は、もともと小型潜水艇を運用可能な構造になっている。当初の計画では、ASDSは潜水艦部隊の士官1名とSEAL隊員1名で操船されるものとされていた。これは運用評価の中で決定された。しかし現在のところ、ASDS-1は、2名の潜水艦部隊士官により作戦運用されている。ASDSは2名の操縦員に加えて16名のSEAL隊員を搭乗させることができる。
さらに小型のSTD (Swimmer Transport Device、基本的には水中スクーター)のような潜水員推進装置を内部に搭載できる。また小型の戦闘用ゴムボート (Combat Rubber Raiding Craft ; CRRC) 、膨張式小型ボート (Inflatable Boat-Small ; IBS) も内部に搭載可能である。しかしこれらの乗物は、安全上の問題と燃料搭載スペースの問題からガソリンエンジンを使用できないため、櫂で漕ぐか、小型の電動機を使用しなければならない。複合型ゴムボート (ゾディアック社製など) を搭載することはできない。

## 後継
米海軍は本計画の後継として乾式戦闘潜水艦(Dry Combat Submersible)を開発している。主契約者はロッキード・マーチンで、2020年に初号機が納入されたが新型コロナウイルスの影響で試験が遅延した。2023年7月24日、米国特殊作戦軍（USSOCOM）は先月、同社が開発生産した乾式戦闘潜水艦（DCS）の初期運用能力を宣言した。

## テクニカルデータ
- 全長 19.8m (65 ft)
- 幅: 2.06m (6.75 ft)
- 高さ: 2.5m (8.25 ft)
- 排水量: 60 トン
- 推進機構: 67 hp 電動モーター (銀-亜鉛電池) ＋ 一軸プロペラ (引込み可能)
- 最大速度: 8 ノット以上
- 航続距離: 125 海里以上
- 最大潜行深度: (非公開)
- 通常運行深度: > 45.7m (150 ft)
- 搭乗可能人員: 乗員 2 ＋ SEAL兵員 最大 16 (装備に依存する)
- マスト: 2本
  - 左舷: 潜望鏡
  - 右舷: 通信用及びGPSアンテナ
- 通信システム: (不明)
- ソナー:
  - 前方監視 - 自然または人工的な障害物を探知
  - 側方監視 - 海底地形-地図照合(マッピング)、機雷探知
- 航空機による輸送: C-5 ギャラクシーまたはC-17 グローブマスター III輸送機
- 建造: ノースロップ・グラマン Electronics Sensors and Systems Division, Oceanic Systems subdivision

## 参考資料
1. ↑  Advanced SEAL Delivery System (ASDS)
2. ↑  “Fire deals new setback to Navy's heralded mini-sub”.   The Honolulu Advertiser. 2008年12月16日閲覧。
3. ↑  “Problems Persist for SEAL Mini-Subs”.   Military.com. 2008年12月16日閲覧。
4. ↑  SEAL Mini-sub Won't Be Repaired, Defense News (Christopher P. Cavas)
5. ↑  May 2007 GAO Report
6. ↑  RAND report 2005
7. ↑  “米特殊作戦軍、特殊部隊用の乾式戦闘潜水艦DCSの初期作戦能力を宣言│ミリレポ｜ミリタリー関係の総合メディア”. milirepo.sabatech.jp. 2024年2月26日閲覧。